# Collegio San Marco
Il Collegio San Marco è un collegio universitario, ottenuto nel 1771 adattando un monastero costruito nel 1349, destinato ad ospitare studenti dell'Università di Padova.
Trasformato in caserma nel 1797 per mano dell'esercito napoleonico, il collegio è stato riaperto nel 1953 diventando la prima sede del Collegio Universitario Don Nicola Mazza. Per questo motivo, nonostante il nome di Collegio San Marco resti talvolta in uso, l'edificio è oggi più spesso noto come Collegio Don Mazza. Ufficialmente, l'ente mazziano fa oggi riferimento alla struttura come Residenza Giuseppe Tosi.
Il collegio ospita, insieme alla vicina residenza Isabella Scopoli con cui dal 2012 condivide attività e strutture, circa 200 studentesse e studenti tra gli iscritti all'ateneo patavino, selezionati sulla base di un concorso pubblico per titoli ed esami e la cui permanenza presso il collegio è subordinata ad una verifica annuale dei risultati accademici conseguiti. Insieme a gli altri collegi gestiti dall'Ente mazziano a Padova, Verona e Roma, il collegio è oggi Collegio Universitario di Merito.

## Storia

### Il monastero di S. Antonio di Vienna
Come riportato dal Portenari, nel 1349 l'ordine dei Canonici regolari di Sant'Antonio di Vienne fondò "in contrada della Savonarola l'hospitale di S. Antonio da Vienna, edificandovi anco un monastero e una chiesa ad honore dell'istesso santo" grazie ad un lascito di Leopoldo Giustiniani. A partire dal 1353, nella festa del Santo, i cittadini con a capo il Podestà, convenivano fin qui in processione. Nel 1471 la chiesa e il monastero passarono ai Canonici Renani che restaurarono nel 1570 l'intero complesso su progetto dell'architetto Andrea da Valle, erigendo il portico a serliana che si affaccia sulla via.

### La trasformazione in Collegio
Dopo la soppressione dei conventini, avvenuta nel 1769, nel 1771 i vari edifici furono adattati su progetto dell'architetto Domenico Cerato a collegio destinato agli studenti meritevoli ma disagiati dello Studio per decreto del Senato Veneto. L'istituzione di questo collegio, a cui venne dato nome di Collegio San Marco, faceva parte di uno sforzo generale della Repubblica Veneta, rallentato da opposizioni politiche interne e poi fallito a causa della caduta della Repubblica per mano delle truppe francesi, di trasformare l'università di Padova in un'università collegiata modellata sull'esempio oxoniense secondo il progetto delineato da Simone Stratico e portato avanti da Sebastiano Foscarini.

#### I primi studenti
Il collegio, che divenne subito uno dei principali collegi della città insieme a Pratense e Tornacense, venne formato aggregando gli studenti provenienti dal Collegio Arquà, e dai Collegi Ravenna, Cocco, e Castaldi, oltre ai percettori delle molte borse di studio erogate in virtù di lasciti testamentari. Fra i primi studenti ad essere accettati dall'istituzione fu Francesco Gozzi, figlio di Gasparo. Francesco fu allievo del S.Marco dal 1772 al 1774 e tenne un diario in cui registrò molti aspetti della vita degli studenti all'interno del collegio. Nello stesso periodo fu allievo del collegio per quattro anni anche Giovanni Lovrich, studente dalmata di medicina noto per diversi lavori letterari di carattere storico ed etnografico relativi alla sua terra d'origine, scritti in lingua italiana. Una terza figura presente nel collegio nei suoi primi anni di vita fu Bartolomeo dalla Riva. In precedenza studente del matematico e fisico Vincenzo Riccati, sarà studente di teologia all'università e allievo del collegio a partire dal 1776. Seguace a Padova di Antonino Valsecchi, Dalla Riva diventerà canonico presso la cattedrale di Treviso ed importante educatore in ambito matematico e teologico.

#### La vita accademica
Il collegio era guidato da un rettore. Il primo fra questi fu Giuseppe Finozzi, in carica dal 1771 al 1792. Dal 1792 al 1794 la posizione fu occupata da Giovanni Antonio Brontura, che era anche lettore ed esaminatore di lingua latina all'Università. Il terzo rettore fu Benedetto Volpi, in carica dal 1794 alla chiusura del collegio per mano delle truppe francesi nel 1797. Come Brontura, anche Finozzi era impegnato in studi letterari. Volpi era invece noto per le sue dissertazioni teologiche.
Il collegio era dotato inoltre di due pubblici precettori, talvolta indicati come lettori, docenti incaricati di sostenere e arricchire il percorso universitario degli studenti. Oltre che tenere lezioni comuni in cui insegnavano "logica, geometria, fisica, diritto naturale e delle genti", e proporre esercizi di ambito letterario, di matematica, di filosofia, o di giurisprudenza, "senza scostarsi molto dai testi assegnati" dai professori dell'università, i pubblici precettori erano anche tenuti ad offrire lezioni private integrative agli studenti che ne avessero bisogno. I precettori registravano l'assidua partecipazione alle lezioni da parte degli studenti, come anche il loro profitto negli esami universitari. Qualora questo non fosse stato ritenuto sufficiente, al termine dell'anno accademico lo studente veniva escluso dal collegio. Contestualmente, al fine di dare riconoscimento ed incentivare gli sforzi accademici dei propri studenti, il collegio assegnava, assieme al governo veneto, una medaglia in oro agli studenti più meritevoli. I più noti fra le figure chiamate a coprire il ruolo di precettore furono Daniele Francesconi e Giuseppe Avanzini. Al primo di questi si deve la formazione del primo nucleo di quella che diverrà la biblioteca del collegio. Dopo la sua nomina a precettore infatti il Francesconi acquisterà diversi volumi, alcuni dei quali provenienti dalla biblioteca dell'astronomo e fisico Giuseppe Toaldo. Tuttavia, la biblioteca verrà costituita formalmente solo a partire dal 1774 su impulso dei riformatori allo studio e con il supporto dello Stratico, che in quegli anni era impegnato nel riordino della Biblioteca Universitaria.
Oltre a richiedere la loro partecipazione alle lezioni offerte dai pubblici precettori, il collegio incentivava i propri studenti "di fare internamente tra loro" qualche "esercizio accademico" che andasse ad integrare i loro studi universitari, prevedendo la possibilità a tale scopo di "introdurre qualche esteriore Persona fregiata di qualche carattere di distinzione". Nel 1781, visto il gran numero di studenti di materie umanistiche e grazie all'impulso del rettore Finozzi, questa possibilità si realizzò attraverso l'organizzazione di un cenacolo letterario. Oltre a dare spazio agli scritti degli studenti, il cenacolo si poneva l'obbiettivo di dibattere temi di importanza sociale e politica. Come riportato dal Giornale enciclopedico di Elisabetta Caminer Turra, per esempio, il primo incontro si pose l'obbiettivo di discutere "se era meglio la custodia delle donne presso gli orientali o la libertà degli occidentali". Il cenacolo ebbe presto una fortuna tale che corsero ad assistervi anche scolari esterni, professori amici dei collegiali, qualche canonico del duomo e addirittura il sindaco artista. Fra gli studenti del collegio coinvolti in questa iniziativa sono noti, in particolare, Luigi Fossati e Giuseppe Urbano Pagani Cesa.

#### Altri aspetti della vita studentesca
Si conoscono diverse informazioni ulteriori sulla vita degli studenti. Innanzitutto, lo statuto del collegio imponeva che gli studenti del Collegio San Marco, per distinguersi da quelli non collegiali, indossassero quando si trovassero fuori dalle sue mura "un Abito unito in panno color Marrone per i secolari, e di color Nero per gli ecclesiastici col segno sopra la Velata del Collegio di San Marco ricamato in Oro". Lo statuto inoltre indicava cinque celebrazioni annuali da officiarsi nella cappella del collegio, considerate messe collegiali, a cui gli studenti erano tenuti a partecipare. Queste si svolgevano nei giorni di apertura e chiusura annuale del collegio (il 3 novembre ed il 6 maggio) e in tre ulteriori occasioni. La prima era il 25 novembre, giorno di Santa Caterina d'Alessandria, patrona dell'Università. In tale data si celebrava tradizionalmente a Padova e nel resto della Repubblica Veneta la Festa dei Dotti e venivano aperti al pubblico per la giornata tutti i luoghi di insegnamento. La seconda, il mercoledì delle ceneri. E la terza il 25 aprile, giorno di San Marco, patrono del collegio e della Repubblica.

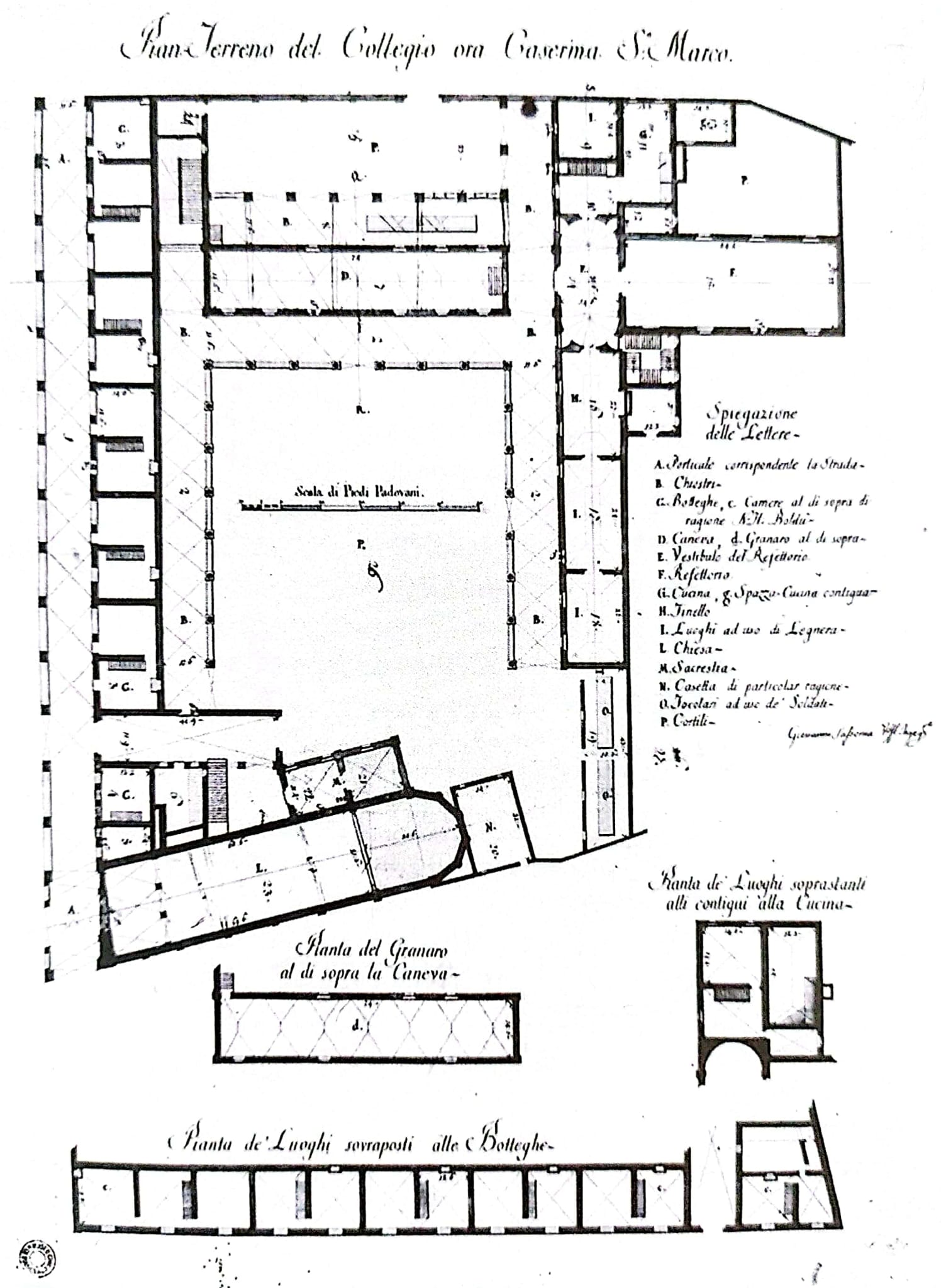
Prospetto del complesso San Marco subito dopo la sua trasformazione in caserma.

### La dismissione e la borsa di studio
Il collegio non sopravvisse all'arrivo delle truppe francesi, le quali nel 1797 lo ridussero a caserma. Nonostante nel 1837 il rettore dell'Università Luigi Configliachi propose al Governo austriaco di riaprire un collegio nel complesso e lo stesso tentativo fu fatto da altri rettori nel corso dell'Ottocento, il progetto ricevette sempre opposizioni da parte dell'esercito e la struttura conservò la funzione di caserma. Dopo gli eventi del 1848, la struttura fu anche utilizzata come carcere militare. Fra i prigionieri vi furono il conte Ambrogio Lugo, che raccontò la sua permanenza nella caserma in L'Ostaggio ed il letterato Antonio Gazzoletti, che vi scrisse la Giulitta ed altri componimenti. Il complesso mantenne la funzione di caserma con il passaggio all'amministrazione italiana nel 1866 e nel 1915, al momento dell'entrata in guerra, vi erano acquartierati i Battaglioni del 7º Reggimento Alpini, il “Pieve di Cadore” e il “Belluno”.
A partire dai primi anni trenta dell'Ottocento il collegio venne comunque ricostituito nelle vesti di una borsa di studio gestita dall'Università, finanziata dai beni già precedentemente legati ad esso. Essa era intesa sostenere tre studenti di Giurisprudenza, tre di Scienze e Ingegneria, e uno di Farmacia, e fu bandita per l'ultima volta nell'anno 1944-1945. Fra gli studenti sostenuti da tale borsa di studio va ricordata in particolare la matematica Libera Trevisani Levi-Civita.

### La riapertura mazziana

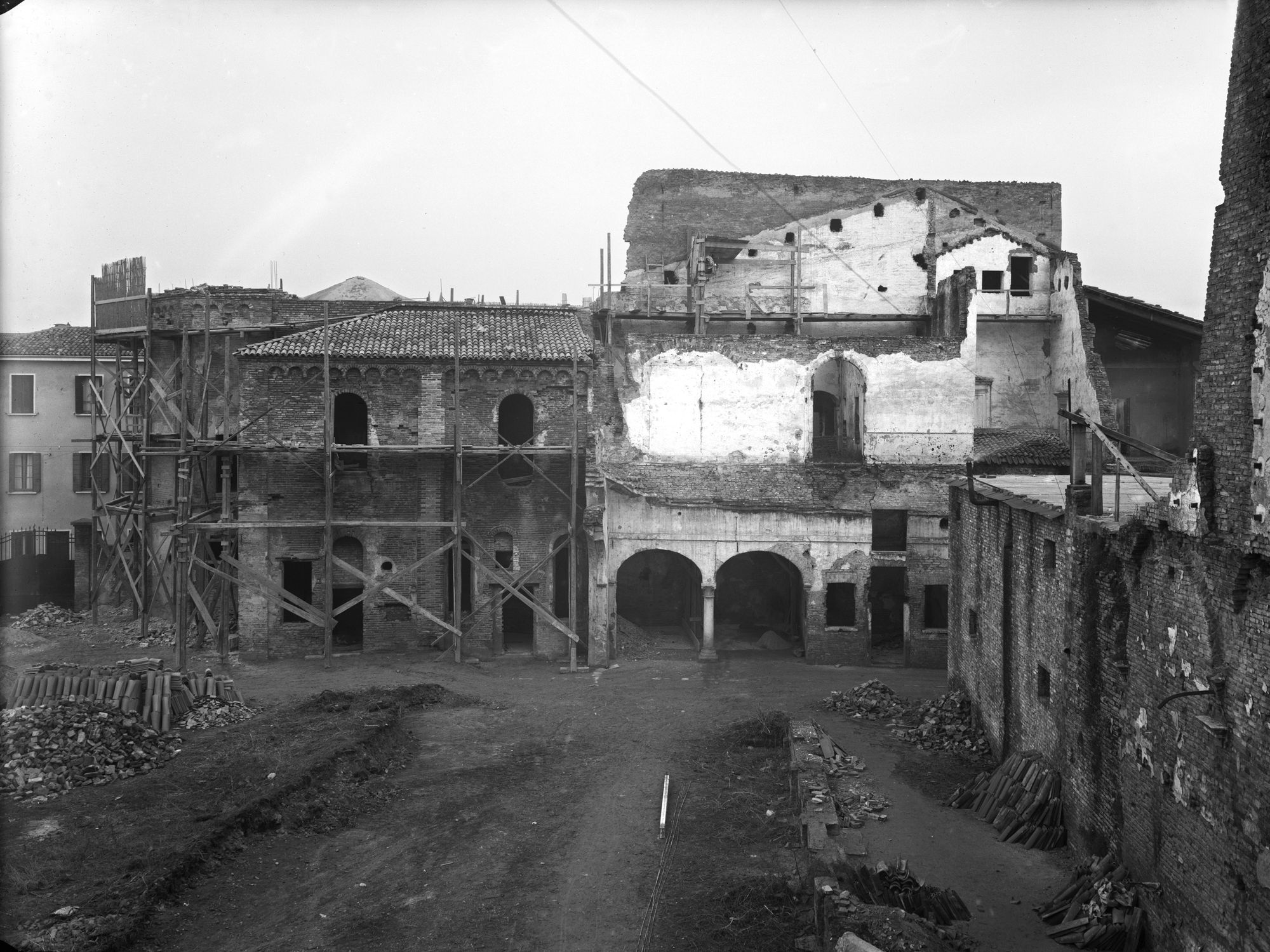
La cappella e parte del collegio nel 1944.

Fu solo nel 1953, a seguito della decisione del Mons. Giuseppe Tosi (1918-1975) di riprendere l'esperienza di Nicola Mazza a Padova, che il complesso tornò ad essere un collegio universitario. Scelto a tale scopo dopo varie vicessitudini, ne vennero restaurati radicalmente gli spazi sotto la direzione del sovraintedente e architetto Ferdinando Forlati visto che i bombardamenti del 1943 avevano causato il crollo di tutta la sezione nord occidentale del complesso. In questo frangente venne eretto l'edificio A, una palazzina sita dove si trovava un tempo la sezione settentrionale del complesso collegiale. Inizialmente concesso a Giuseppe Tosi in via provvisoria, nel 1962 in ottemperanza della Legge 1073 la concessione del Collegio San Marco divenne perpetua e gratuita.
A seguito di un sostanziale incremento nel numero di allievi, il collegio si espanse presto in alcuni spazi circostanti la struttura storica. Nonostante ciò, già nel 1965, Don Tosi propose alla Pia Società Don Nicola Mazza di valutare la possibilità di costruire nuovi spazi per il collegio all'Arcella, visto che "il S.Marco non basta certamente per i più che 350 studenti universitari che lo abitano e lo invadono da ogni parte". Tuttavia, il capitolo della Pia Società ritiene di non portare avanti il progetto al fine di privilegiare la "qualità rispetto alla quantità". Al contrario, il capitolo accettò la contestuale proposta di affiancare al riaperto Collegio San Marco una residenza dedicata agli studenti di quella che diventerà l'Università degli Studi di Verona. A questa venne affiancata nel 1989 una residenza a Roma. In seguito all'apertura di tali residenze e alla morte di Don Tosi, soggiunta nel 1975, l'amministrazione del Collegio Don Mazza diede al Collegio San Marco il nome ufficiale di Residenza Giuseppe Tosi.
Nel 1997 il collegio di via Savonarola venne affiancato da una residenza femminile, intitolata ad Isabella Scopoli e collocata in una struttura in Via Belzoni acquistata dall'ente nel 1989. Nel 2012, la residenza è stata trasferita in un edificio a poca distanza dalla sede storica del collegio. Precedentemente più autonoma, a seguito dello spostamento la vita della residenza si è integrata a quella del resto del collegio con il quale condivide oggi strutture e attività. A partire da settembre 2024, entrambe le residenze ospitano sia studenti che studentesse.

## Strutture

### Edificio Monumentale
È la parte della struttura originale del complesso sopravvissuta ai bombardamenti della seconda guerra mondiale. Mentre il portico che si apriva un tempo sull'interno del collegio è oggi andato perso, sopravvive il portico a Serliana di Andrea da Valle che caratterizza la facciata dell'edificio sul lato stradale.
La maggior parte degli spazi al piano terra sono spazi aprentesi sotto al portico che il collegio affitta a diversi esercizi commerciali. Fanno eccezioni quelli più vicini al portone d'ingresso del collegio che vengono utilizzati per servizi di segreteria e portineria. Al primo piano si trovano l'aula musica del collegio, un'aula informatica e alcune aule utilizzate per i corsi ed altre attività organizzate dal collegio, oltre che uno ala residenziale accessibile anche dall'esterno. Al secondo piano gli uffici della direzione della residenza giuseppe tosi e dell'amministrazione centrale dell'ente mazziano, oltre che alcuni spazi dedicati allo studio e una sala dedicata alle conferenze. Il terzo piano accoglie un'altra ala residenziale.
Il secondo piano ospita anche la biblioteca del collegio, parte del sistema bibliotecario di ateneo dell'Università di Padova, intitolata a Giuseppe Gola. Oltre ad una sezione composta da scritti su Don Nicola Mazza, ed una raccolta delle opere di Giuseppe Gola, la biblioteca custodisce il fondo Saccone, di ambito medico, ed il fondo Gui, prevalentemente di ambito giuridico. Questi ultimi sono stati donati al collegio rispettivamente dalle famiglie di Italo Saccone, professore di Medicina dell'Università di Padova, e di Luigi Gui, politico e ministro della repubblica italiana.
L'accesso ai piani dal lato interno è attraverso una scalinata che si apre sul portico parte dell'edificio A. Tale scalinata è decorata dai busti realizzati dallo scultore Egisto Zago rappresentanti alcune figure significative per la storia dell'opera mazziana. Oltre a Nicola Mazza, vi sono fra queste Giuseppe Tovini, Daniele Comboni, Angelo Vinco e il generale Vittorio Darra.

### La chiesa di Sant'Antonio di Vienna
È una chiesa gotica costruita agli inizi del XIII secolo. La chiesa è stata interessata dalle stesse vicissitudini storiche che hanno interessato l'Edificio Monumentale. Nonostante ciò, restaurata radicalmente negli anni '50 per opera dello stesso Mons. Giuseppe Tosi, ha mantenuto l'impianto originale essenzialmente invariato. Essa è officiata come cappella del collegio.

### Edificio A

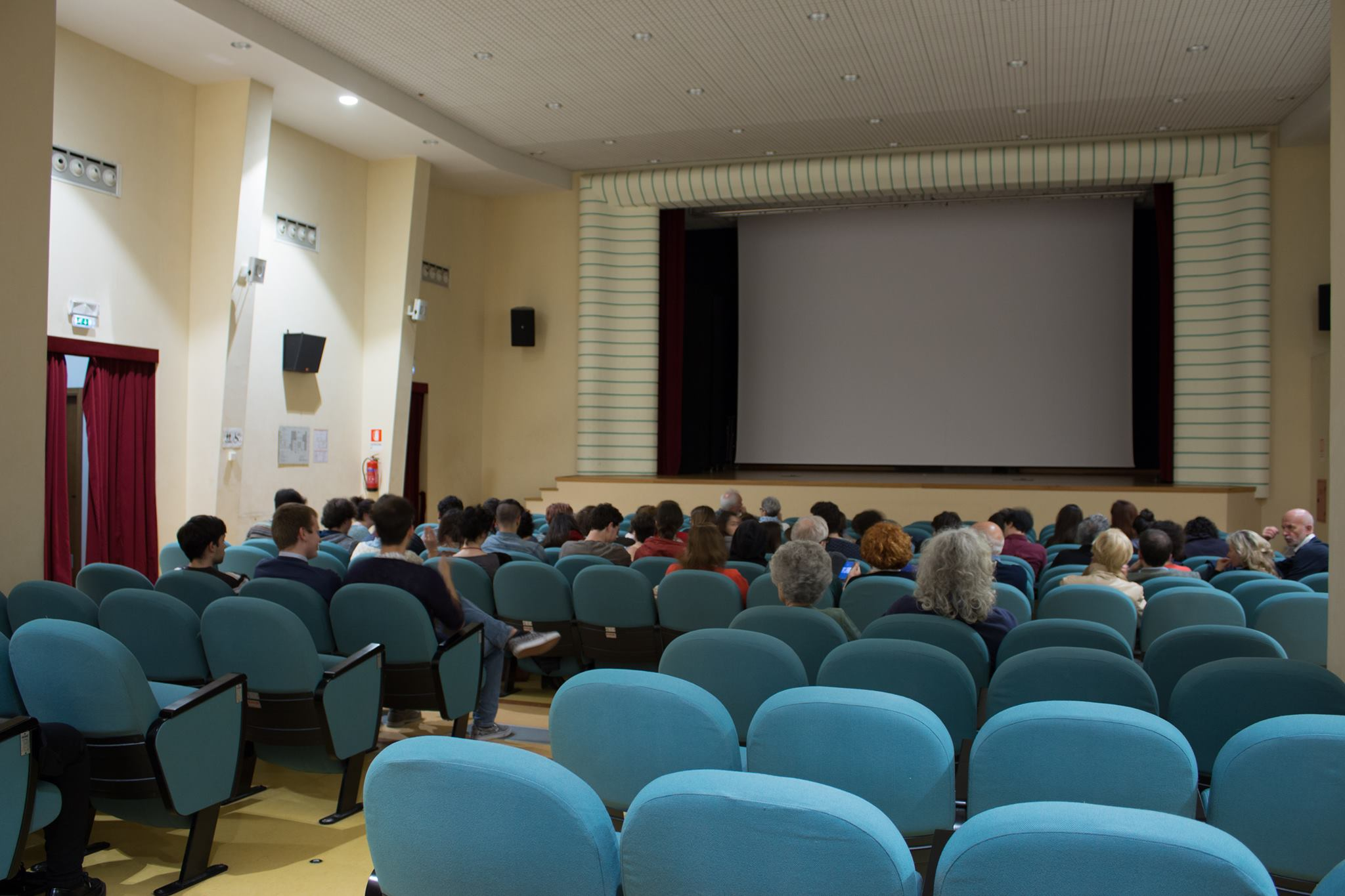
L'Aula Magna in occasione di un evento.

Costruito negli anni '50 al posto della sezione settentrionale del complesso storico, andato distrutto, ospita la grande maggioranza delle stanze degli studenti del collegio. Queste sono organizzate su cinque piani, ciascuno dotato di una piccola sala comune dedicata. Il primo piano è dotato anche di un appartamento e un'aula studio. Al piano terra si trova la mensa e la sala comune del collegio, oltre che l'aula magna e sala cinematografica che si affaccia oggi su Via Domenico Campagnola. Quest'ultima si apre, sul lato interno al collegio, su un portico coevo alla costruzione dell'edificio.

### Edificio C
Piccolo edificio almeno in parte compreso fra le strutture storiche del Collegio San Marco, sito all'angolo tra via Collegio San Marco e Via Campagnola. Esso ospita al piano terra una sala comune e la palestra del collegio, mentre al primo piano diverse camere destinate agli studenti. Un tempo utilizzato per ospitare gli studenti erasmus, ospitati in collaborazione con l'università, l'edificio è stato poi dedicato ad ospitare alcuni studenti di laurea magistrale.

### Residenza Isabella Scopoli
Ha accolto dal 2012 al 2024 le studentesse del collegio, precedentemente alloggiate nei pressi del Portello, per poi diventare una residenza mista. Circondata da un piccolo giardino, è dotata al piano terra di una cucina, una sala da pranzo, una palestra, una sala comune e una sala destinata alle conferenze. Al primo piano, si trovano inoltre alcune aule studio, una piccola biblioteca e una stanza destinata alla preghiera e alla meditazione, pensata in particolare per gli studenti non cristiani del collegio. Il resto dell'edificio è occupato dalle stanze. Seppure non faccia parte delle strutture storiche del Collegio San Marco e sia parzialmente autonoma da un punto di vista amministrativo, opera congiuntamente alla residenza Giuseppe Tosi per quanto riguarda sia l'uso degli spazi che le attività sociali ed accademiche.

## La vita nel collegio oggi
Il collegio propone agli studenti una formazione integrativa rispetto a quella offerta dall'università. In un primo momento dopo la riapertura mazziana, il collegio fu dotato di due istituti scientifici. Uno era l'Istituto scientifico di studi storici, inizialmente diretto dal professor Franco Sartori. A fianco a questo esisteva l'Istituto di studi filosofici, che sostenne in particolare ricerche e conferenze attorno alla figura di Antonio Rosmini. Seppure tali istituti non esistano più, il collegio è ancora impegnato nella periodica organizzazione di iniziative culturali, corsi e conferenze di varia tematica, talvolta in collaborazione con l'Università, la Facoltà teologica del Triveneto, associazioni professionali, ed altre realtà cittadine. Inoltre, si avvale "della collaborazione di docenti universitari che hanno il compito di valutare i risultati accademici degli studenti e di svolgere nei loro confronti una funzione di tutoring". Tali docenti sono formalmente organizzati in un comitato scientifico, un tempo noto come commissione accademica, guidato da un presidente. Fra le figure più note che hanno ricoperto questa carica vanno ricordati in particolare il botanico Giuseppe Gola, primo docente a presiedere la commissione, e l'archeologo Carlo Anti, entrambi ex-rettori dell'università di Padova. Fra le figure che hanno in passato fatto parte della commissione vanno ricordati anche il giurista Alberto Trabucchi, il chirurgo Galeno Ceccarelli, il filosofo Marino Gentile, l'ingegnere Francesco Marzolo, il filosofo del diritto ed ex-rettore Enrico Opocher, il biochimico Achille Roncato, l'economista Lionello Rossi e l'entomologo Antonio Servadei. 
Gli studenti si raccolgono periodicamente in un'assemblea ed eleggono un loro rappresentante dotato di diritto di voto all'interno del consiglio di amministrazione, oltre che ad un rappresentante interno al collegio. Gli studenti sono inoltre raccolti in gruppi che si occupano di organizzare le ulteriori attività culturali, attività musicali, attività sportive, e attività ricreative che animano la vita dell'istituzione. Fra queste sono particolarmente note le attività del Cinema interno al collegio, in cui gli studenti organizzano proiezioni settimanali aperte alla cittadinanza e sostenute dall'amministrazione, e quelle del Coro Universitario del don Mazza che oltre a contribuire all'animazione musicale del collegio ha partecipato ad eventi nazionali e internazionali. Aperta a tutti gli studenti dell'università è stata anche il Gran Galà, festa organizzata nel 2016 e 2017  dagli studenti in collaborazione con il Caffè Pedrocchi.
Oltre a quelle organizzate dagli studenti, si svolgono all'interno del collegio diverse iniziative musicali organizzate dall'Associazione filarmonica Nova Symphonia Patavina, che sostiene le attività dell'orchestra sinfonica ed alcuni ensemble strumentali e vocali che risiedono presso il collegio ed organizza ivi una stagione concertistica ed una masterclass orchestrale con cadenza annuale. Il collegio ospita anche le attività dall'Associazione In Chordis et Organo a cui è affidata la cura dell'organo a canne in stile Schnitger che si trova nella cantoria della chiesa di Sant'Antonio Abate e che organizza concerti d'organo, concorsi, corsi di studio e di perfezionamento per giovani organisti. Le attività musicali della cappella sono coordinate dal direttore artistico Ruggero Livieri, organista e docente del Conservatorio di Rovigo.
Dalla fine degli anni settanta fino all'avvio del Progetto Erasmus, il collegio ha mantenuto accordi di scambio con l'Inghilterra, la Francia e la Germania. Per quanto riguarda il primo paese, il collegio aveva accordi di mobilità con l'Università di Warwick, il Politecnico di Londra Centrale (oggi Università di Westminster), e la Università del Sussex. Per quanto riguarda i restanti due, con le Università di Augusta e Angers. Attualmente, oltre a sostenere la partecipazione all'Erasmus da parte dei propri studenti, il collegio offre alcune occasioni di mobilità organizzate nel contesto dell'Associazione Europea dei Collegi Universitari (EucA). Fra queste, oltre a proposte di scambio con altri collegi parte dell'associazione, va ricordata in particolare la Summer School ospitata dal Newnham College di Cambridge. Infine, il collegio ospita nelle proprie strutture la sede Padovana dell'Università di Boston oltre ad ospitare alcuni studenti dei programmi di scambio e tirocinio di tale università.

### Ex allievi
Gli ex allievi del collegio si raccolgono, insieme a quelli delle altre realtà educative gestite dalla Pia Società Don Nicola Mazza, nell'Unione Allievi di Don Nicola Mazza fondata nel 1923.
Fra i più noti ex allievi del collegio vanno ricordati lo psichiatra Vittorino Andreoli, il filologo Rino Avesani, il costituzionalista Mario Bertolissi, lo storico Giorgio Cracco,  il linguista Giovanni Frau, il giornalista Giancarlo Zizola, il critico d'arte Giorgio Segato, i politici Giuliano Zoso e Flavio Rodighiero, e diversi professori dell'Università di Padova fra cui l'entomologo Luigi Masutti e il docente di Geometria Remo Gattazzo e dell'Università di Verona come il pedagogista Emilio Butturini.